# Loïc Abenzoar
Loïc Abenzoar, né le 14 février 1989 à Lyon, est un footballeur français évoluant au poste de défenseur latéral droit ou central.

## Biographie
Le 12 juin 2009, il signe son premier contrat professionnel de trois ans avec Lyon.
À la trêve estivale 2010 il est le seul joueur à jouer tous les matchs amicaux avant d’être prêté (sans option d'achat) à l'AC Arles-Avignon (après avoir prolongé son contrat d'un an avec Lyon), afin d'avoir du temps de jeu en Ligue 1.
Il fait ses débuts en Ligue 1 avec l'AC Arles-Avignon le 14 août 2010 lors d'un match contre le RC Lens.
Le 22 août 2011, il s'engage avec le club breton du Vannes OC sous forme de prêt.

## Palmarès

### En club
- 2009 : Vainqueur du championnat CFA avec l'Olympique lyonnais B (il était capitaine)[1]

### International
- 2005 : Vainqueur du tournoi de Montaigu avec l'équipe de France des moins de 16 ans[2]
- 2009 : 4e place avec l'équipe de France des moins de 20 ans aux 16e Jeux Méditerranéens en Italie (Il rate le 8e penalty donnant la 3e place à la Libye).